# Mörlenbach
Mörlenbach es un municipio situado en el distrito de Bergstraße, en el estado federado de Hesse (Alemania). Tiene una población estimada, a fines de 2023, de 10 154 habitantes.